# Titanic (film, 1997)
Titanic är en amerikansk episk romantisk katastroffilm från 1997, skriven och regisserad av James Cameron med Leonardo DiCaprio och Kate Winslet i huvudrollerna. Filmen handlar om de två uppdiktade fartygspassagerarna Jack Dawson och Rose DeWitt Bukater, vilka blir förälskade i varandra och kämpar för att överleva den sjöolycka som deras fartyg RMS Titanic drabbats av. Filmen hade biopremiär i USA den 19 december 1997.
Titanic blev en kassasuccé, och den hade fram till 2010 spelat in mer pengar än någon annan film. Den kostade 200 miljoner dollar att producera och var den dyraste filmen någonsin (oräknat inflationsjustering) fram till Peter Jacksons King Kong, vilken 2005 kostade sju miljoner dollar mer. Biljettintäkterna uppgår till 1,843 miljarder dollar, vilket länge även det var intäktsrekord. 2010 överträffades filmen dock av Avatar – även den i regi av Cameron – vars intäkter då låg på 1,858 miljarder.
Filmen blev även en kritikermässig framgång och nominerades i 14 Oscarkategorier på Oscarsgalan 1998. Den vann 11 av dem, inklusive för Bästa film och Bästa regissör (James Cameron).
Titanic hade nypremiär 2012, i en 3D-version. Nypremiären sammanföll med hundraårsminnet av det historiska fartyget Titanics förlisning.

## Handling
Ett dykarteam tar sig 1996 ner på havsbotten, till vraket efter RMS Titanic för att leta efter en diamant som tillhört en kvinna som var ombord på fartyget. Expeditionsledaren Brock Lovett är fast besluten att finna diamanten som kallas Le cœur de la mer, "havets hjärta". De hittar ett kassaskåp men allt som finns inuti är förstört med undantag av ett nakenporträtt av en vacker, ung kvinna som har diamanten i ett halsband runt halsen. Några dagar senare hör en gammal kvinna vid namn Rose Calvert av sig som säger att det är hon på bilden. Rose anländer till expeditionsfartyget och börjar berätta för Lovett, dykarmännen och sitt barnbarn Lizzy om vad hon gjorde på fartyget 84 år tidigare. Hon berättar om hur hon på fartyget träffade en ung tredjeklasspassagerare som hette Jack Dawson.
Rose heter som ung DeWitt Bukater i efternamn och är förlovad med en man, Caledon Hockley. Det är hennes mor Ruth som står bakom äktenskapsplanerna, då Caledon är en förmögen man som kan rädda familjens prekära ekonomiska situation. Nu ska sällskapet resa till USA. Samtidigt som Titanic är på väg att avgå vinner en ung man, den utfattige men stilige konstnären Jack Dawson och hans vän Fabrizio tredjeklassbiljetter i ett pokerparti på en bar i hamnen. De hinner precis ombord på fartyget och ser fram emot ett nytt liv i USA.
Under tiden på fartyget känner Rose sig så ensam och utanför att hon tänker begå självmord genom att hoppa överbord, men Jack Dawson ser vad som är på väg att ske och övertalar henne att inte hoppa. Rose tappar balansen och blir hängande från aktern men Jack lyckas rädda henne. Som tack bjuds Jack på middag i första klass med lånad frack, och Rose smiter senare med honom på fest i tredje klass. Både Ruth och Caledon är avvisande mot Jack, men Rose dras allt mer till honom. Hon försöker först göra motstånd men ger efter. Hon blir med tiden förälskad i honom, och de två inleder en kärleksaffär.
Kvällen den 14 april ber Rose Jack teckna av henne endast iförd diamanten som hon tidigare fått av Caledon. Sedan följer en jakt genom fartyget där de flyr undan Caledons livvakt Lovejoy. De gömmer sig i ett av lastrummen i fören där de älskar i en bil. Strax därpå tar de sig ut till fören och Rose talar om för Jack att det är med honom hon ska kliva av i New York. Samtidigt upptäcker utkikarna Fleet och Lee ett isberg rakt i Titanics väg. Besättningen på kommandobryggan försöker undvika en kollision, men fartyget går på och isberget skrapar längs dess sida så att vattnet börjar forsa in. Jack och Rose ser isberget och hör kaptenen samtala med besättningen om skadorna. Rose får veta av Andrews att Titanic kommer att gå till botten, och det finns inte livbåtar till ens hälften ombord. Och de i första klass prioriteras. Besättningsmännen sänder ut nödsignaler och förbereder livbåtarna.
Caledon som hittat nakenteckningen har tröttnat på Jack, och sätter dit honom genom att fingera en stöld av diamanten som dyker upp i Jacks ficka. Han blir inlåst långt ner i fartyget. Rose som har chansen att få stiga ner i en livbåt väljer istället att ta sig ner i det nu vattenfyllda fartyget för att rädda Jack, något hon lyckas med i sista stund. Hon får ytterligare en chans till en livbåtsplats, men hoppar ur och stannar med Jack. Caledon fylls nu av sådan svartsjuka att han jagar ner Jack och Rose i fartyget med sin pistol, innan han inser att han gett bort sin rock till Rose. Och i rocken fanns diamanten. Caledon väljer att rädda sig själv från det sjunkande fartyget i en av de sista livbåtarna som han släpps fram till med hjälp av ett barn på däck. Orkestern spelar in i det sista samtidigt som kapten Smith ger upp och stänger in sig i styrhytten.
Jack och Rose tar sig upp på däck igen, men nu är alla livbåtar borta och Titanic går under allt fortare samtidigt som kaos utbryter bland människorna som är kvar ombord. Titanics stora trappa översvämmas och den främre skorstenen faller. Jack och Rose tar sig till aktern som de klänger fast vid samtidigt som fartyget går itu, och allt fler av de kvarvarande faller överbord eller hoppar. Titanic går under och lämnar efter sig mer än tusen människor i ett iskallt hav.
Jack hjälper Rose upp på en vrakspillra och allt de kan göra är att vänta. Jack säger till Rose att hon inte ska dö här, utan som gammal i en varm säng, och inte ge upp. Livbåt nummer 14 återvänder senare till förlisningsplatsen, men besättningsmännen finner till stor del bara frusna lik. Rose som hamnat i ett translikt tillstånd försöker få Jack som hänger vid vrakspillran att vakna upp, men hon tvingas konstatera att han dukat under. Med hjälp av en visselpipa påkallar hon livbåtens uppmärksamhet och räddas. Hon tas ombord på RMS Carpathia, och uppger Rose Dawson som sitt namn.
Eftersom Jack vunnit en passagerarbiljett genom poker och därför inte fanns med i passagerarlistorna är det först nu fler än hon vet om att han fanns. Brock Lovett konstaterar sedan till Lizzy att han aldrig förstod Titanics riktiga historia och skäms över sin girighet. Senare på kvällen vandrar Rose ut på däck, i fickan har hon diamanten som hon fann på väg in mot New York 1912 och har haft hela sitt liv. Hon släpper den i havet och går sedan till sängs lättad. I en drömlik scen återförenas Rose med Jack och alla Titanics offer i första klassens stora trappa.

## Rollista

### Fiktiva personer
- Leonardo DiCaprio – Jack Dawson
- Kate Winslet – Rose DeWitt Bukater
- Billy Zane – Caledon Nathan "Cal" Hockley
- Frances Fisher – Ruth DeWitt Bukater
- Gloria Stuart – Rose Dawson Calvert
- Bill Paxton – Brock Lovett
- Suzy Amis – Lizzy Calvert
- Danny Nucci – Fabrizio De Rossi
- David Warner – Spicer Lovejoy
- Jason Barry – Thomas "Tommy" Ryan

### Historiska personer
- Kathy Bates – Margaret "Molly" Brown
- Victor Garber – Thomas Andrews
- Bernard Hill – Kapten Edward John Smith
- Jonathan Hyde – J. Bruce Ismay
- Eric Braeden – John Jacob Astor IV
- Bernard Fox – Överste Archibald Gracie IV
- Michael Ensign – Benjamin Guggenheim
- Jonathan Evans-Jones – Wallace Hartley
- Ewan Stewart – 1:e styrman William Murdoch
- Jonathan Phillips – 2:e styrman Charles Lightoller
- Mark Lindsay Chapman – chefsstyrman Henry Tingle Wilde
- Ioan Gruffudd – 5:e styrman Harold Lowe
- Edward Fletcher – 6:e styrman James Paul Moody
- James Lancaster – Fader Thomas Byles
- Lew Palter – Isidor Straus
- Elsa Raven – Ida Straus
- Martin Jarvis – Sir Cosmo Duff Gordon
- Rosalind Ayres – Lady Duff-Gordon
- Rochelle Rose – Noël Leslie, grevinnan av Rothes
- Scott G. Anderson – Utkiksman Frederick Fleet
- Paul Brightwell – Kvartersmästare Robert Hichens
- Martin East – Utkiksman Reginald Lee
- Richard Graham – Kvartersmästare George Rowe
- Simon Crane – 4:e styrman Joseph Boxhall
- Gregory Cooke – Jack Phillips
- Craig Kelly – Harold Bride
- Liam Tuohy – Chefsbagaren Charles Joughin
- Terry Forrestal – Chefsingenjör Joseph G. Bell
- Derek Lea – Frederick Barrett, arbetsledare i pannrum 6
- Kevin De La Noy – 3:e styrman Herbert Pitman

## Produktion
Harland and Wolff tillhandahöll originalritningar av RMS Titanic till James Cameron och ett skal av fartyget i full storlek byggdes i Rosarito Beach i norra Mexiko. Skorstenarna och livbåtarna var dock något krympta jämfört med verklighetens. De två översta däcken gavs ett särskilt verklighetstroget utförande. Inuti bygget fanns en stor plattform som kunde luta hela "skeppet" vid förlisningsscenerna. Titanics stora trappa. möblemang och hytter återskapades av snickare och tapetserare med hjälp av fotografier och historiker specialiserade på fartyget. En särskild plattform som kunde höjas till en lutning på 90 grader byggdes för aktern. Då stuntmän skulle falla längs fartyget gjordes många av de objekt som de föll mot av gummi. Vissa fall ansågs dock så farliga att Cameron valde att återskapa dem med datorhjälp. Detta efter att några stuntmän skadat sig.

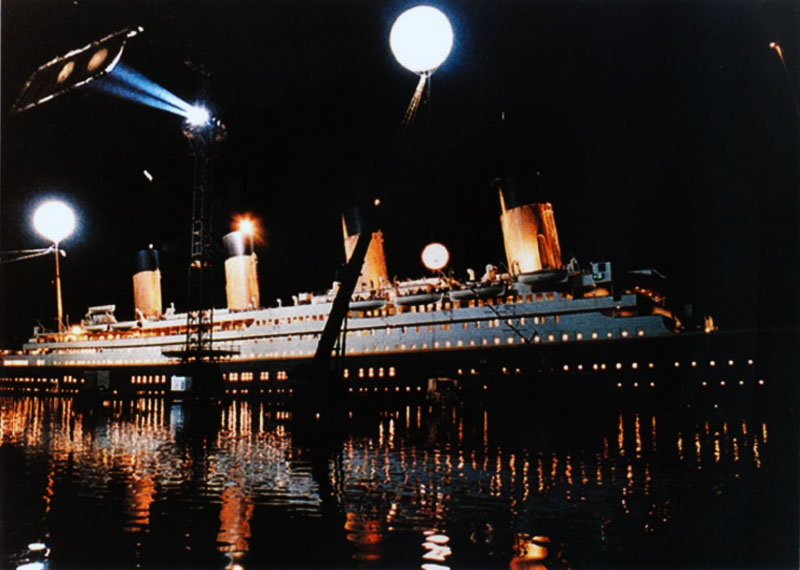
Fullskalemodellen av RMS Titanic som användes vid inspelningarna.

## Borttagna scener
James Cameron filmade ett stort antal scener som inte kom med i den slutgiltiga filmen. Bland de viktigaste en scen där Titanics telegrafister avbryter telegrafisten på SS Californian när han försöker skicka isvarningar. Cameron tog bort denna historiska scen som han först fann självklar då han tyckte den tog onödigt fokus från huvudhistorien. Likaså togs en actionbetonad lång scen bort där karaktärerna Jack och livvakten Lovejoy slåss i första klassens vattenfyllda matsal. Cal hade då lovat Lovejoy diamanten om han kunde fånga Jack. Denna scen togs bort då testpubliken fann det totalt osannolikt att någon skulle utsätta sig för sådan fara för en diamants skull. Vidare hade filmen ett helt annat slut från början. I detta slut fick Brock Lovett reda på att Rose hade diamanten hela tiden, och även hålla i den innan hon slängde den överbord och konstaterade att ingen kan sätta ett pris på livet.
Ett flertal scener med samtal mellan Jack och Rose togs också bort, liksom scener från Titanics gymnastiksal, en scen där kapten Smith försöker kalla tillbaka livbåtar under förlisningen och en lång scen mot slutet av filmen som mer i detalj visar när Rose och de andra passagerarna räddas ombord på fartyget Carpathia. Karaktären Fabrizio hade också en kärlekshistoria ombord med Helga, en norsk utvandrare. Nästan alla deras scener togs bort, men Helga skymtar fortfarande vid några tillfällen i den slutliga filmen.
Alla dessa scener har senare getts ut på DVD-utgåvor av filmen.

## Övrigt om filmen

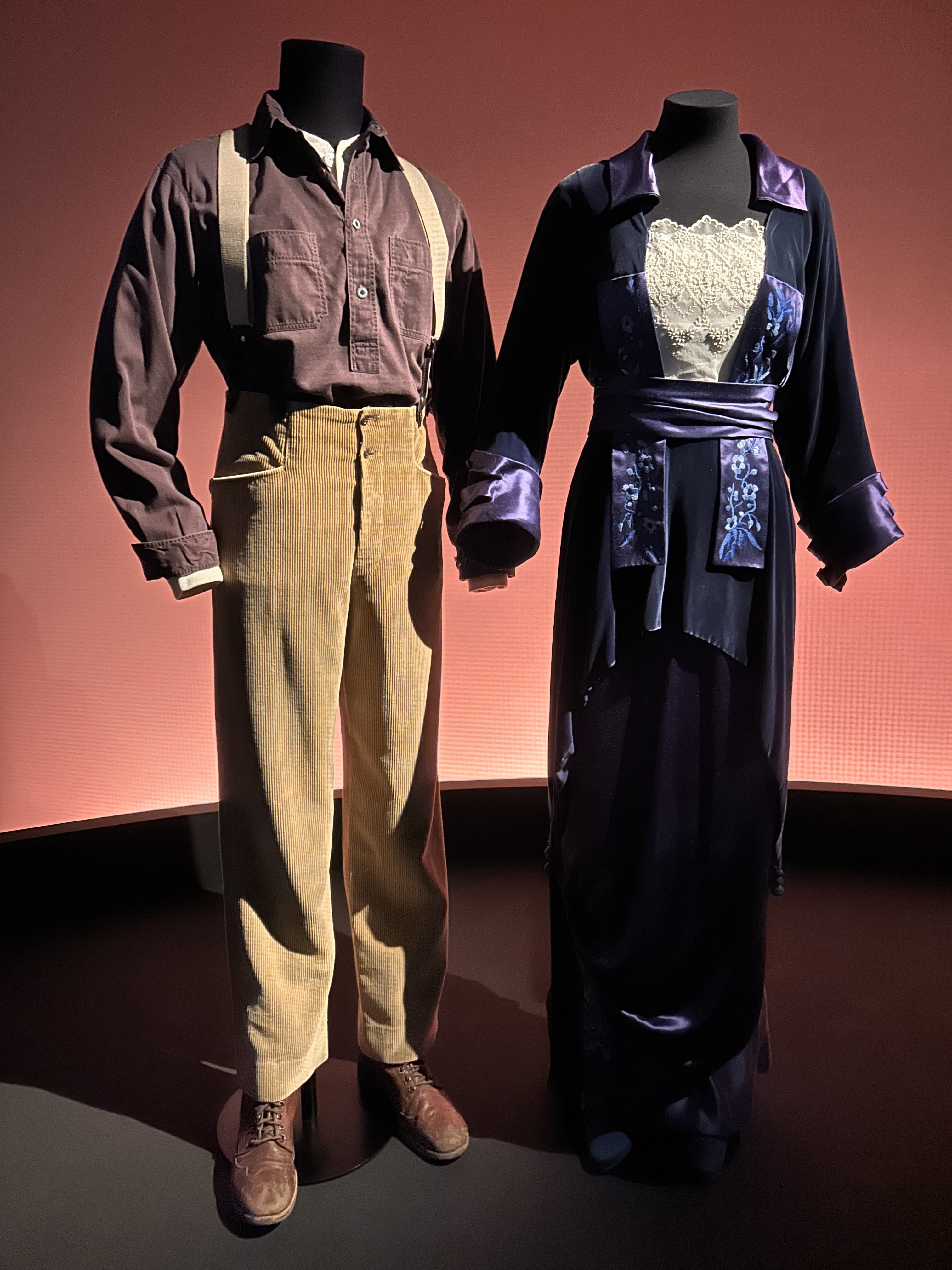
Scenkostymer som bars av DiCaprio och Winslet i filmen.

- Filmen hade svensk premiär den 16 januari 1998[3] på biograferna Biopalatset, Filmstaden Sergel, Filmstaden Söder, Park och Rigoletto i Stockholm.
- Efter produktionen av Titanic tänkte James Cameron direkt göra sin nya film Avatar, och ville att den skulle ha premiär 1999, men specialeffekterna han ville ha skulle kosta 400 miljoner dollar och ingen studio ville finansiera detta. Så Cameron fick vänta tio år tills kostnaderna hade sjunkit tillräckligt.
- Filmen vann 11 Oscars; endast Ben-Hur och Sagan om konungens återkomst har tilldelats lika många.
- Céline Dion sjöng in filmens ledmotiv My Heart Will Go On på skiva, vilken blev en stor hitlåt.
- RMS Titanic sjönk natten mot den 15 april 1912 i Atlanten. Man hittade Titanic på havets botten efter 73 år den 1 september 1985.

## Utmärkelser
| Priser och nomineringar | Priser och nomineringar           | Priser och nomineringar                                               | Priser och nomineringar | Priser och nomineringar |
| Utmärkelse              | Kategori                          | Mottagare                                                             | Resultat                |                         |
| ----------------------- | --------------------------------- | --------------------------------------------------------------------- | ----------------------- | ----------------------- |
| Oscar                   | Bästa film                        | James Cameron och Jon Landau                                          | Vann                    |                         |
| Oscar                   | Bästa regi                        | James Cameron                                                         | Vann                    |                         |
| Oscar                   | Bästa filmmusik – drama           | James Horner                                                          | Vann                    |                         |
| Oscar                   | Bästa sång                        | "My Heart Will Go On" – James Horner (musik) och Will Jennings (text) | Vann                    |                         |
| Oscar                   | Bästa foto                        | Russell Carpenter                                                     | Vann                    |                         |
| Oscar                   | Bästa ljudredigering              | Tom Bellfort och Christopher Boyes                                    | Vann                    |                         |
| Oscar                   | Bästa ljud                        | Gary Rydstrom, Tom Johnson, Gary Summers och Mark Ulano               | Vann                    |                         |
| Oscar                   | Bästa scenografi                  | Peter Lamont och Michael Ford                                         | Vann                    |                         |
| Oscar                   | Bästa kostym                      | Deborah Lynn Scott                                                    | Vann                    |                         |
| Oscar                   | Bästa klippning                   | Conrad Buff IV, James Cameron och Richard A. Harris                   | Vann                    |                         |
| Oscar                   | Bästa specialeffekter             | Robert Legato, Mark A. Lasoff, Thomas L. Fisher och Michael Kanfer    | Vann                    |                         |
| Oscar                   | Bästa kvinnliga huvudroll         | Kate Winslet                                                          | Nominerad               |                         |
| Oscar                   | Bästa kvinnliga biroll            | Gloria Stuart                                                         | Nominerad               |                         |
| Oscar                   | Bästa smink                       | Tina Earnshaw, Greg Cannom och Simon Thompson                         | Nominerad               |                         |
| Golden Globes           | Bästa film – drama                | Titanic                                                               | Vann                    |                         |
| Golden Globes           | Bästa regi                        | James Cameron                                                         | Vann                    |                         |
| Golden Globes           | Bästa filmmusik                   | James Horner                                                          | Vann                    |                         |
| Golden Globes           | Bästa sång                        | "My Heart Will Go On" – James Horner (musik) och Will Jennings (text) | Vann                    |                         |
| Golden Globes           | Bästa manliga huvudroll – drama   | Leonardo DiCaprio                                                     | Nominerad               |                         |
| Golden Globes           | Bästa kvinnliga huvudroll – drama | Kate Winslet                                                          | Nominerad               |                         |
| Golden Globes           | Bästa kvinnliga biroll            | Gloria Stuart                                                         | Nominerad               |                         |
| Golden Globes           | Bästa manus                       | James Cameron                                                         | Nominerad               |                         |